# Pen Duick IV
Manureva
Pen Duick IV est un trimaran de course au large construit pour Éric Tabarly en 1968. Ce dernier ne gagne pas de course avec, mais Alain Colas, un ancien équipier de Tabarly, le mène à la victoire sous le nom de Manureva lors de la Transat anglaise 1972. Le bateau disparaît au large des Açores en novembre 1978 lors de la Route du Rhum avec Alain Colas à son bord.

## Histoire

### Pen Duick IVet Tabarly
Pen Duick IV, rebaptisé plus tard Manureva par Alain Colas, est un voilier trimaran construit pour Éric Tabarly en 1968 par le chantier La Perrière à Lorient sur les plans de l'architecte naval André Allègre, spécialiste des trimarans. Le plan de structure est de Joseph Rouillard du Bureau d'études de Nantes.
La coque est en alliage léger à base d'aluminium, pour sa légèreté. Des bras de liaison – et non des plans fixes comme cela se faisait à l'époque – relient la coque centrale aux flotteurs latéraux, afin d'éviter que les chocs avec les vagues ralentissent le voilier et de réduire la pression du vent sous la coque à la gîte (facteur de risque de retournement). Du fait de ces bras de liaison et de leur nouveauté, le voilier est surnommé « araignée des mers » par le journaliste Jean-Pierre Biot. Toujours afin de réduire le risque de retournement, Tabarly a choisi des flotteurs très fins (leur flottabilité plus réduite fait qu'ils s'enfoncent en cas de gîte trop prononcée, retardant ainsi le retournement.
C'est à l'occasion d'un convoyage à bord du trimaran Toria avec l'architecte Dereck Kelsall qu'Éric Tabarly a eu la confirmation du potentiel des multicoques – ce dont il se doutait déjà – pour la course hauturière. Ce petit trimaran a remporté la course autour de la Grande-Bretagne et affiche un potentiel de vitesse bien supérieur à celui d'un monocoque. Plus léger, moins toilé, il est également plus facile à manœuvrer en solitaire,.
Grâce aux soutiens de France-Soir, de RTL et de Paris-Match à qui il vend des exclusivités sur ses navigations, Tabarly peut commencer la construction de son premier multicoque en décembre 1967.
Comme souvent avec les bateaux d'Éric Tabarly, le manque de financement et/ou son arrivée tardive amènent un manque de tests et de préparation (il le reconnaît lui-même à plusieurs reprises dans son ouvrage Mes bateaux et moi), et la fiabilisation du voilier se fait essentiellement en course, la Transat 1968 en l'occurrence. Mais là, la malchance s'y ajoute : le chantier prend du retard du fait des grèves de 1968. En course, il est heurté et sa coque raclée par un cargo et après retour et réparation à Plymouth, son pilote automatique tombe en panne à deux reprises et il abandonne.
Par la suite, il faudra aussi réparer la liaison coque-flotteurs sur Pen Duick IV, atteinte lors du choc avec le cargo, puis le mât d'artimon cassé à la suite de la rupture d'une bastaque. Les mâts profilés tournants (très en avance sur leur temps) ne sont définitivement pas au point et sont remplacés par des tubes classiques haubanés et plus hauts (16,50 m).
Le 12 juillet 1969, Pen Duick IV prend sa « revanche » (le mot est de Tabarly) en améliorant de 24 h le record de la course Los Angeles–Honolulu (sans pour autant y participer officiellement, la course n'acceptant que les monocoques). Le premier, le grand monocoque Windward Passage, n'arrive que 20 h après Pen Duick IV pourtant parti une heure après le dernier monocoque. Le propriétaire américain de Windward Passage visitera Pen Duick avec l'idée de l'acheter mais le trimaran français semble trop spartiate pour lui.

### Manurevaet Alain Colas
Aidé par le prêt décroché par son père, Alain Colas rachète Pen Duick IV pour 230 000 francs à l'automne 1969 (soit environ 292 000 euros de 2021) à Nouméa à un Tabarly qui a besoin d'argent pour régler des impôts imprévus et accepte le règlement par mensualités. Ayant aidé Tabarly à le construire et le préparer en 1968 et ayant été équipier dessus, il connaît très bien le trimaran.
En décembre 1970, il engage Pen Duick IV sur la course Sydney-Hobart. La course démarre bien et le bateau est rapidement en tête (officieusement une fois de plus puisque c'est un multicoque) jusqu'au moment où de graves déchirures de voile assorties d'une panne radio le laissent perdu pendant quarante-huit heures.
Il gagne à son bord la Transat anglaise 1972, battant le record de Francis Chichester au passage. Il rebaptise le voilier Manureva – signifiant « oiseau du voyage » en tahitien – et y apporte quelques modifications en vue d'un tour du monde avec escales. Craignant en particulier de le voir sancir dans les fortes mers de l'hémisphère sud, il en augmente la flottabilité en dotant l'avant des coques de volumes latéraux, censés également le sustenter et éviter d'enfourner lors de départs au surf.
Alain Colas réalise ensuite le premier tour du monde en solitaire en multicoque avec Manureva. Il part de Saint-Malo le 8 septembre 1973, après une escale à Sydney il franchit le cap Horn le 3 février 1974 et revient à Saint-Malo le 28 mars 1974 après 169 jours battant de trente-deux jours le record du tour du monde en solitaire détenu par Francis Chichester en monocoque.
C'est sur Manureva, lors d'une arrivée au port de La Trinité-sur-Mer le 19 mai 1975, qu'Alain Colas a sa cheville droite prise et blessée par le cordage retenant une ancre. Le skipper refuse l'amputation et reste six mois à l'hôpital Saint-Jacques de Nantes où il subit vingt interventions chirurgicales. Depuis sa chambre d'hôpital, il supervise la construction de l'immense monocoque Club Méditerranée avec lequel il participera à la Transat 1976.
Alain Colas prend le départ en novembre 1978 de la première Route du Rhum à bord de Manureva qui disparaît en mer avec son skipper vers le 16 novembre 1978 au large des Açores. Les recherches entreprises par la Marine nationale durant un mois n'ont pas permis de localiser le bateau, son épave ou des débris flottants. En 2014, certains proches du skipper mettent en avant l'état de délabrement du voilier pour expliquer les causes de la disparition du navigateur. Les coques en aluminium auraient présenté « des milliers de criques » et de fissures, selon un examen réalisé par le commissariat à l'Énergie atomique, masquées par plusieurs couches de peinture. Avant le départ, de nombreuses soudures faisaient défaut, notamment au niveau des bras de liaison, et la coque et les flotteurs étaient sujets aux voies d'eau.
Ce drame inspire Serge Gainsbourg qui écrit en 1979 pour Alain Chamfort les paroles de la chanson Manureva.